# 李鳳 (正德進士)
李鳳（1479年—？），字仲鳴，山東萊州府平度州昌邑縣人，民籍，明朝政治人物。

## 生平
正德二年（1507年）丁卯科山東鄉試第八名舉人。正德六年（1511年）中式辛未科會試第五十六名，登第三甲第一百一十四名進士。初授温县知县，改嵩县，擢工部主事，出为常州府通判，尋守壽州，升户部员外郎，及归，题署樓云：“心留白日青天在，手拂光風霁月归”，再遷工部郎中，仕至山西提学副使。

## 家族
曾祖李復仁；祖父李志剛；父李昇。前母王氏；母張氏。永感下。兄熊、豹、鸞、鷹。弟鴻。